# Conus nobilis
Conus nobilis е вид охлюв от семейство Conidae. Видът не е застрашен от изчезване.

## Разпространение и местообитание
Разпространен е в Източен Тимор, Индия (Андамански и Никобарски острови), Индонезия (Бали, Суматра и Ява), Малайзия (Западна Малайзия) и Шри Ланка.
Обитава пясъчните дъна на морета.